# 吉姆·福格提
詹姆斯·G·福格提（英語：James G. Fogarty，1864年2月12日 – 1891年5月20日）曾是美國職業棒球外野手。他曾在美國職棒大聯盟先後效力於費城貴格會隊（1884年-1889年）及費城運動家隊（1890年）。
福格提是加利福尼亞聖瑪麗學院的校友。1891年他因結核病於費城逝世，得年27歲。

## 外部連結
- 在Find a Grave上的吉姆·福格提

| 前任： 首位總教練 | 費城貴格會隊/運動家隊（PL/AA）總教練 1890年 | 繼任： 查利·巴芬頓 |